# Neue deutsche Filmgesellschaft
Die neue deutsche Filmgesellschaft mbH (ndF) mit Hauptsitz in Unterföhring bei München wurde 1947 gegründet und ist eine der größten unabhängigen Filmproduktionsgesellschaften in Deutschland. Das Produktportfolio reicht von Fernseh- und Kinofilmen, Serien und internationalen Koproduktionen bis hin zu Werbefilmen. Die ndF hat neben dem Hauptsitz in Unterföhring Tochter- und Beteiligungsunternehmen in Berlin, Hamburg und Köln.

## Geschichte
Die Gesellschaft wurde 1947 vom Regisseur Harald Braun, dem Drehbuchautor Jacob Geis und dem Rechtsanwalt Wolf Schwarz gegründet. Die Lizenz erteilte am 20. November 1946 Brigadegeneral Robert A. McClure als Vertreter der amerikanischen Militärregierung. Zwischen gestern und morgen hieß der erste Spielfilm, der im Gründungsjahr unter der Regie von Harald Braun realisiert wurde. Die Hauptrollen spielten Hildegard Knef und Viktor de Kowa.
Bevor die ndF 2003 wieder unabhängig wurde, gehörte sie zwischenzeitlich zur TaurusProduktion der KirchMedia. Im April 2003 übernahmen die geschäftsführenden Gesellschafter Claudia Sihler-Rosei und Hansjörg Füting gemeinsam mit dem Autor Michael Baier und der Familie des Firmengründers Wolf Schwarz, die Unternehmensanteile von der TaurusProduktion. Seitdem ist die ndF wieder größter unabhängiger Produzent fiktionaler Programme in Deutschland.

## Filmografie

### Kinofilme (Auswahl)
- 1947: Zwischen gestern und morgen (Erster Nachkriegsfilm des Regisseurs Harald Braun)
- 1948: Das verlorene Gesicht
- 1949: Heimliches Rendezvous
- 1949: Nachtwache
- 1950: Der fallende Stern
- 1952: Der Weibertausch
- 1954: Feuerwerk
- 1957: Robinson soll nicht sterben
- 1978: Die erste Polka
- 1988: African Timber
- 1996: Der kalte Finger
- 1997: Die Musterknaben
- 1997: Das Mambospiel
- 1997: Das letzte Attentat (A Further Gesture)
- 1998: Der Kaiser und sein Attentäter (Jing ke ci qin wang)
- 1999: Drei Chinesen mit dem Kontrabass
- 2001: Outriders
- 2004: Derrick – Die Pflicht ruft!
- 2005: Felix – Ein Hase auf Weltreise
- 2005: Der Mondbär
- 2006: Felix 2: Der Hase und die verflixte Zeitmaschine
- 2007: Fleisch ist mein Gemüse
- 2009: Prinzessin Lillifee
- 2010: Tiger-Team – Der Berg der 1000 Drachen

### Fernsehfilme und Serien (Auswahl)
- 1987: Herbst in Lugano
- 1988: Das Erbe der Guldenburgs
- 1989–2013: Forsthaus Falkenau
- 1990: Unter einem Dach
- 1991: Die Eisprinzessin
- 1992: Der Unschuldsengel
- 1992: Böses Blut
- 1992–1998: Der Bergdoktor
- 1992–2001: Freunde fürs Leben
- 1992–1995: Schloß Hohenstein
- 1992: Vier Frauen sind einfach zuviel
- 1993: Vater braucht eine Frau
- 1993–2007: Adelheid und ihre Mörder
- 1993–1996: Alles außer Mord
- 1993: Der rote Vogel
- 1993: Die Bombe tickt
- 1993: Wo das Herz zu Hause ist
- 1994: Verliebt, verlobt, verheiratet
- 1994: Gefangene Liebe
- 1994: Alles Glück dieser Erde
- 1994–1998: Der König
- 1995: Tödliches Geld – Das Gesetz der Belmonts
- 1995: Nur der Sieg zählt
- 1995, 1997: Um die 30
- 1995–2001: Alle meine Töchter
- 1995: Julie und die Dickschädel (Le combat des reines)
- 1996: Amerika
- 1996: Der kalte Finger
- 1997: Wilde Zeiten
- 1997: Der Neffe
- 1997: Die Chaos Queen
- 1997: Freier Fall
- 1997: Katrin ist die Beste
- 1997: Kind zu vermieten
- 1997: Koma – Lebendig begraben
- 1997: Sophie – Schlauer als die Polizei
- 1997: Eine Frau nach Maß (Une femme sur mesure, aus der Fernsehserie L’histoire du samedi)
- 1998: Das Böse
- 1998: Ich liebe eine Hure
- 1999: Die Musterknaben 2
- 1999–2000: The Diary 1–4
- 2000: Kinderraub in Rio
- 2000–2005: Samt und Seide
- 2001–2005: Blind Date
- 2001: Bronski und Bernstein
- 2001: Die achte Todsünde: Gespensterjagd
- 2001: Klaras Hochzeit
- 2002: Die achte Todsünde: Toskana-Karussell
- 2002: Briefe von Felix – Ein Hase auf Weltreise
- 2002: Entscheidung auf Mauritius
- 2002: Ich bring Dich hinter Gitter
- 2002: Mama und ich
- 2002: Total Romance 1–2
- 2002–2021: Um Himmels Willen
- 2002: Verlorenes Land
- 2003: Die Geisel
- 2003: Treibjagd
- 2004: Die Kirschenkönigin
- 2004: Marga Engel gibt nicht auf
- 2005–2008: Fünf Sterne
- 2005: Jetzt erst recht!
- 2005: Mutter aus heiterem Himmel
- 2006: Die Verlorenen
- 2006: Eine Chance für die Liebe
- 2006: Mutterglück
- 2006–2009: Zwei Ärzte sind einer zu viel
- 2007: Der Zauber des Regenbogens
- 2007: Bezaubernde Marie
- seit 2008: Der Bergdoktor
- 2009: Die Blücherbande
- 2009: Die Rebellin
- seit 2009: Die Bergwacht / Die Bergretter
- 2015–2016: Sibel & Max
- 2018–2022: Der Ranger – Paradies Heimat
- 2019: Flucht durchs Höllental
- 2022: Der Feind meines Feindes
- 2022: Einsatz in den Alpen – Der Armbrustkiller
- 2025: Flucht aus Lissabon
- 2025: Tschappel (durch Tochterunternehmen LAX Entertainment)